# Gregorius de Nîmes
Ne doit pas être confondu avec Albert Grégorius.
Gregorius est un prélat du Haut Moyen Âge, dixième évêque connu de Nîmes, vers 745.